# Gorski Goren Trămbeș, Veliko Tărnovo
Gorski Goren Trămbeș (în bulgară Горски Горен Тръмбеш) este un sat în comuna Gorna Oreahovița, regiunea Veliko Tărnovo,  Bulgaria. 

## Demografie
Componența etnică a satului Gorski Goren Trămbeș
     Romi (1,91%)
     Bulgari (96,81%)
     Nicio identificare (1,27%)
     Altele (0%)
La recensământul din 2011, populația satului Gorski Goren Trămbeș era de 157 locuitori. Din punct de vedere etnic, majoritatea locuitorilor (96,81%) erau bulgari, cu o minoritate de romi (1,91%). Pentru 1,27% din locuitori nu este cunoscută apartenența etnică.